# Pierre Estienne
Pour les articles homonymes, voir Estienne.
Pierre Germain Clairin Estienne, né à Six-Fours-les-Plages dans le Var  le 21 février 1855  et mort le 21 janvier 1907 à Aix-en-Provence dans les Bouches-du-Rhône, est un auteur et pédagogue français.
Son père Antoine Estienne était cordonnier, sa mère Marie Brunet, sans profession.

## Biographie

### Le normalien
Dispensé de service militaire en échange d'un engagement de 10 ans avec le service de l'enseignement public, comme tout Normalien, jusqu'à la réforme de 1885, Pierre Estienne entre à l'école normale d'instituteurs de Draguignan en 1871 comme élève-maître, école dirigée à ce moment par son futur beau-père Jean-François Nicot. En 1874, il obtient son brevet simple.

### L'instituteur
En octobre 1874, il est nommé instituteur-adjoint à Bandol dans le département du Var, tout en poursuivant ses études à l'école normale. En 1875, il est nommé 1er maître-adjoint à Toulon (Var). Il obtiendra son brevet supérieur l'année suivante. Le 1er octobre 1877, il est nommé maître-adjoint à l'école normale de Guéret dans le département de la Creuse où a été également nommé Jean-François Nicot l'année précédente. Il obtient peu après son certificat d'aptitude à l'enseignement secondaire spécial, partie littéraire.
Le 10 février 1878, il épouse, dans cette même ville, Louise Nicot, la fille de Jean-François.
Le 1er octobre 1878, il est nommé maître-adjoint à l'école normale de Savenay (Loire-Atlantique).
Le mois suivant, sa femme accouche de leur première fille Jeanne.
Entre 1879 et 1882, il travaille aux écoles normales de Montbrison (Loire) et Lons-le-Saunier dans le département du Jura comme maître-adjoint et de Dijon, département de la Côte-d'Or, en tant que professeur.

### L'inspecteur
En 1880, il obtient le certificat d'aptitude à l'inspection primaire et à la direction des écoles normales. En 1881, il est désigné comme élève, en section Lettres, des cours préparatoires de Sèvres (département des Hauts-de-Seine), préfiguration de la future école normale supérieure de Saint-Cloud.
En 1882, il est nommé Inspecteur de l'enseignement primaire à Brest.
En 1883, nait sa 2de fille, Judith, qui épousera plus tard Gaston Mouchet.
Il devient Officier d'Académie en 1884.
À Brest, il se lie d'amitié avec Arthur Charles Dessoye, rédacteur en chef de L'Union Républicaine du Finistère qui deviendra plus tard Président de la Ligue de l'enseignement et député de la Haute-Marne en 1906.
En décembre 1886, il est nommé inspecteur à Caen et est désigné comme membre du Conseil départemental de l'instruction publique du Calvados.

### L'auteur
Vers cette époque, il rédige son 1er ouvrage de pédagogie Premier livre de récitation et de morale.

### Le directeur d'école normale

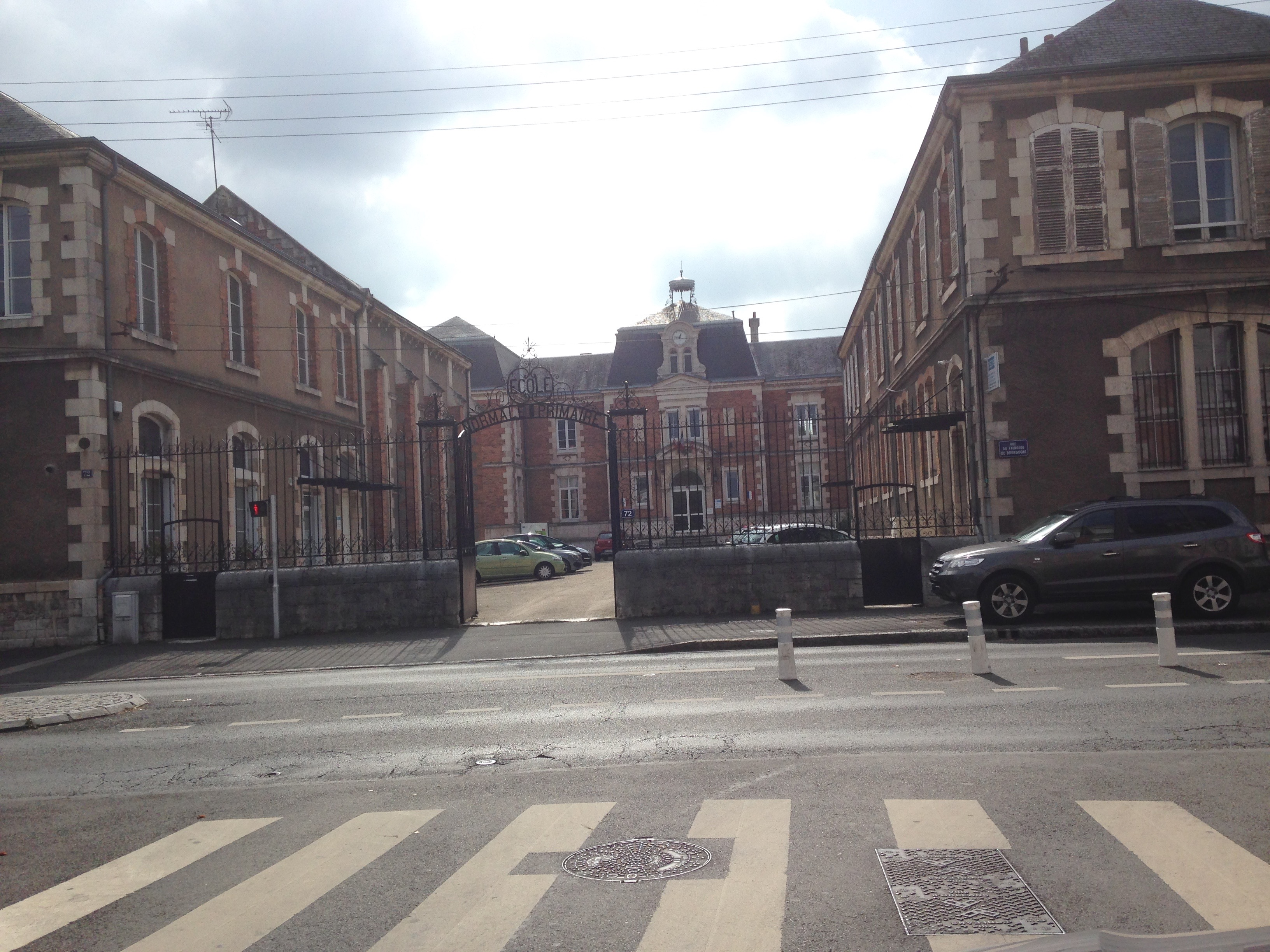
Ecole normale d'Orléans en 2016

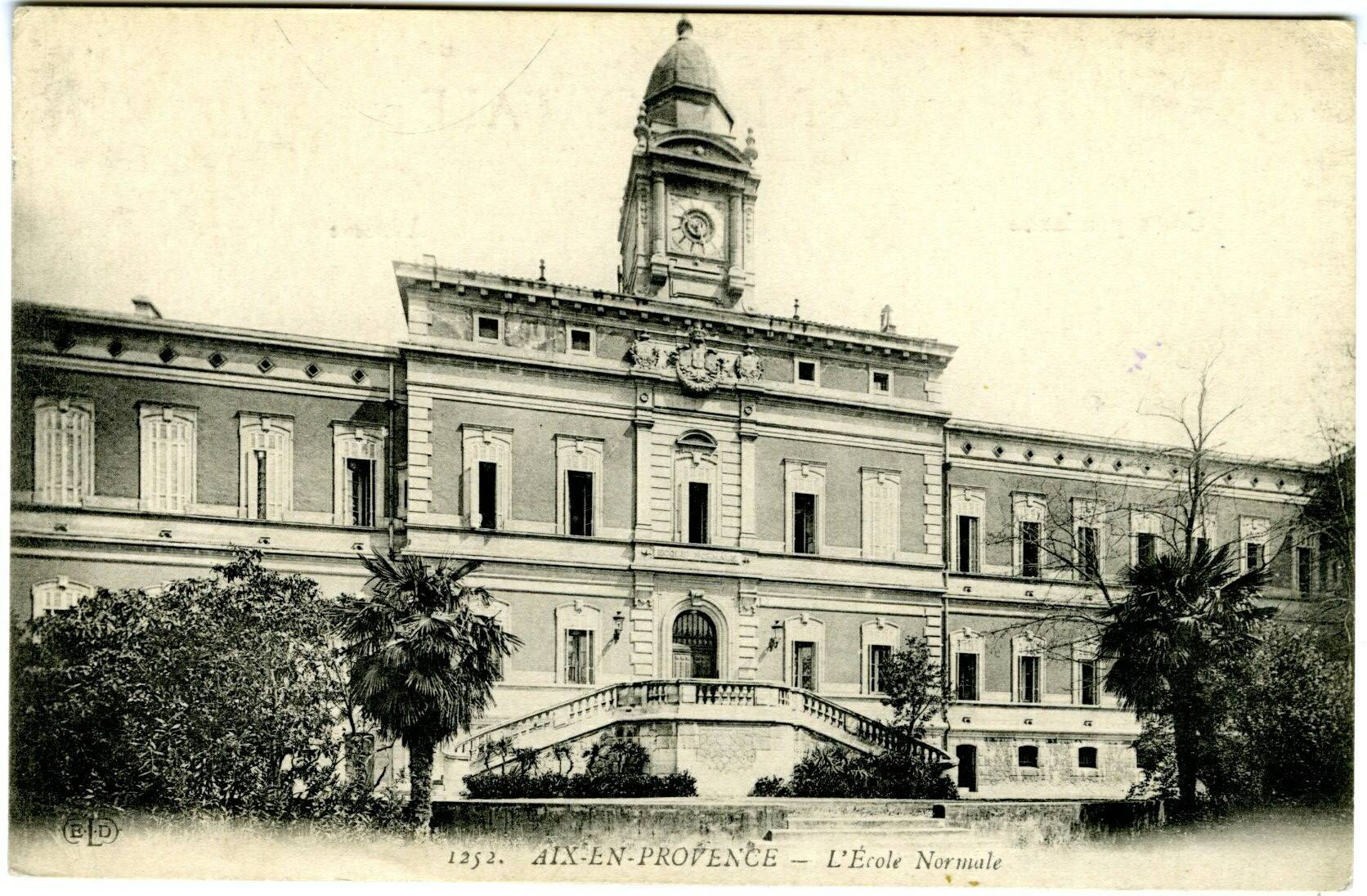
Ecole Normale d'Aix en Provence en 1903

Le 1er avril 1888, il est nommé directeur (de 3e classe) de l'école normale d'Alger-Bouzareah. En 1891, grâce au travail des élèves et de leurs professeurs, on compte 4 hectares de vignes, 3 de fourrages, 3 de jardin potager et 2 de champs d’expérimentation. La même année, parallèlement au « Cours Normal », est créée une « Section Spéciale », composée d'anciens élèves-maîtres et d'instituteurs, qui est chargée de former le personnel de l'enseignement des « indigènes ». En 1892, elle est l'école normale « française » la plus importante avec 248 élèves. Pierre Estienne considérait, selon ses propres paroles, cette section spéciale comme « la clé de voûte de l'édifice scolaire en Algérie. » Pour des raisons autant pédagogiques qu'économiques, il décida, en 1895, d'y installer un cheptel.
En juillet 1895, il entre en franc-maçonnerie en qualité d'apprenti-maçon à la Loge Delta d'Alger.
La même année, il devient officier de l'instruction publique.

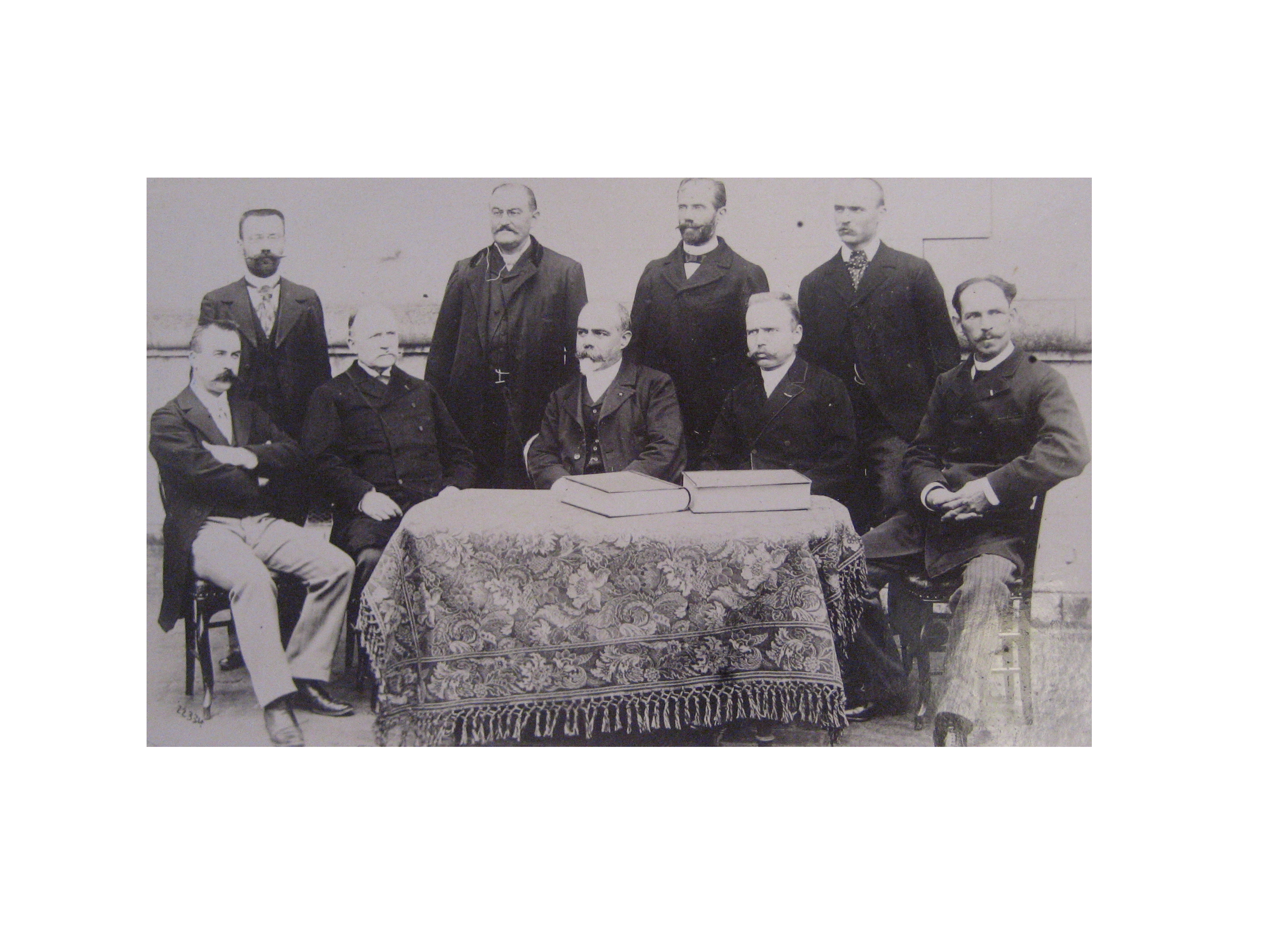
Pierre Estienne entouré de ses enseignants (Ecole Normale d'Orléans - 1898)

Le 5 septembre 1896, il obtient sa mutation à l'école normale d'Orléans dont l'un de ses prédécesseurs est Théophile Naudy, l'un des maîtres de Charles Péguy, ancien élève de l'école normale d'Orléans. Pendant toute la durée de sa direction à Orléans, il donne des cours gratuits pour adultes ainsi que des conférences populaires : Le 28 novembre 1897, il donne une « Causerie sur l'Algérie avec projections » dans l'école de garçons de La Chapelle-Saint-Mesmin. Le 17 février 1898, dans l'école élémentaire de Saint-Jean-de-la-Ruelle, en présence du maire de cette commune, il donne une conférence sur « Les Arabes et le Coran ». Le 14 janvier 1899, à l'école communale de la rue Saint-Marceau d'Orléans, il donne un cours public sur Le régime de la propriété et du droit usuel d'horticulture.
Le 26 juillet 1899, il participe à la fête du Septantenaire de l'école normale d'instituteurs, en présence de 500 instituteurs, suivie d'un banquet, d'une soirée théâtrale et d'un bal à la salle de l'Institut d'Orléans. Le 3 mars 1901, à l'école normale, il donne une conférence « La solidarité », organisée par l'Association amicale des anciens élèves. En janvier 1902, il donne une conférence sur « Les ravages de l'alcool destructeur des familles » à l'invitation de la Ligue Antialcoolique du Loiret. Le 25 janvier 1903, à l'école normale, il organise une conférence publique populaire sur la tragédie Britannicus (Racine).
Le 1er octobre 1903, il est nommé directeur (de 2e classe) de l'école normale d'Aix-en-Provence.
Atteint de tuberculose, il meurt le 21 janvier 1907 et est inhumé le lendemain au cimetière Saint-Pierre d'Aix-en-Provence, dans le caveau de la famille Tassy.
Il était membre du Conseil général de la ligue de l'enseignement.

### Liens de parenté
Il était le gendre du pédagogue Jean-François Nicot, le beau-frère du pédagogue Gaston Mouchet, l'oncle du linguiste ethnologue Jean Mouchet et le grand-oncle de l'auteur-pédagogue Patrick Andrivet.

## Publications
Il est l'auteur de manuels scolaires destinés aux élèves des écoles communales.

### Ouvrages

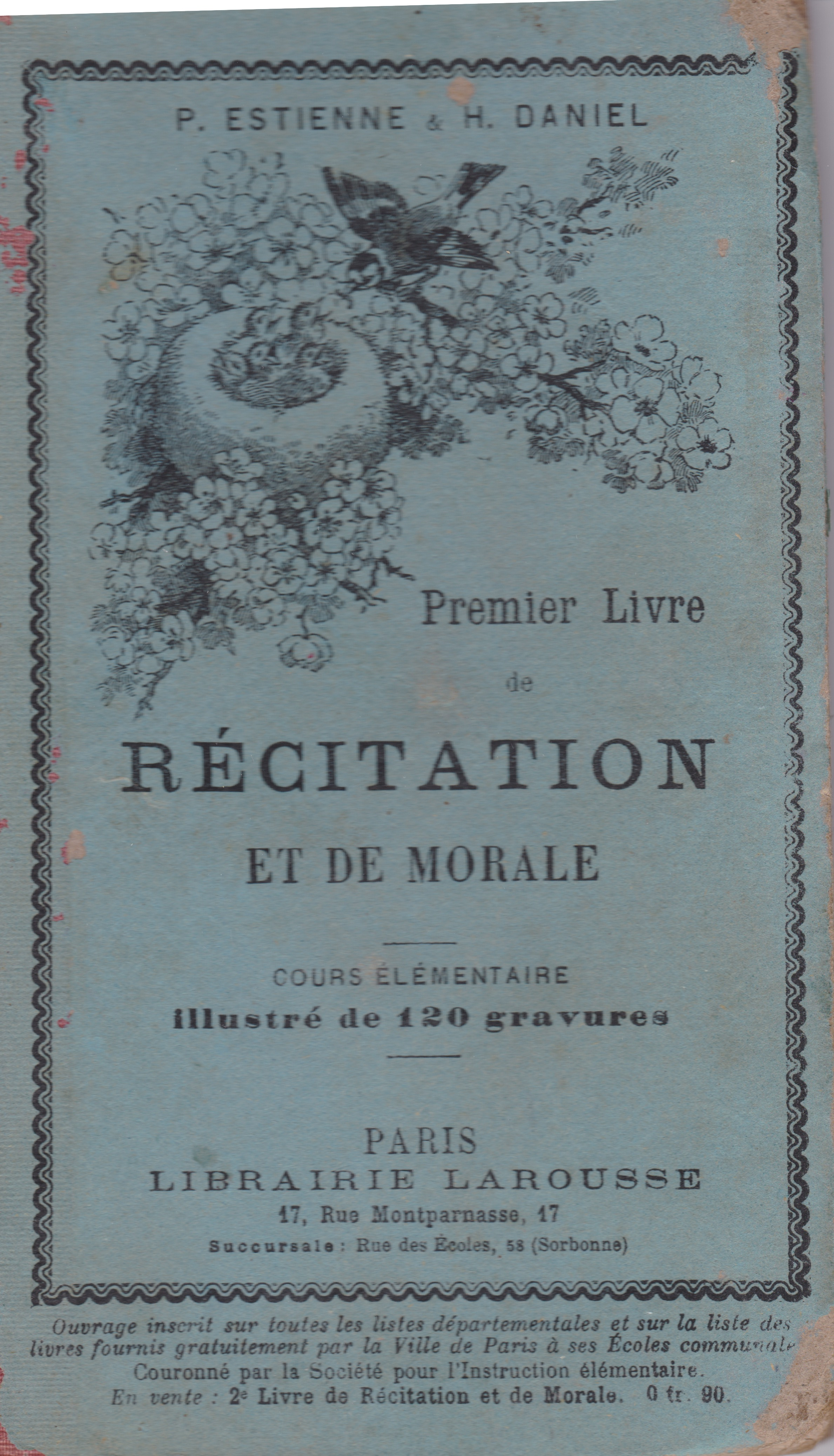
1er livre de récitation et de morale de Pierre Estienne (1886)

- Pierre Estienne et Hervé Daniel[22], Premier livre de récitation et de morale : Cours élémentaire, Paris, Larousse, 1886, 96 p.[23]

- Pierre Estienne et Hervé Daniel, Deuxième livre de récitation et de morale : Cours moyen - préparation au certificat d'aptitude, Paris, Larousse, 1887, 144 p.[24]

- Pierre Estienne et Hervé Daniel, Memento d'instruction civique, Paris, Larousse, 1891, 24 p.[25]

- Pierre Estienne et Hervé Daniel, Livret de correspondance entre l'école et la famille, Paris, Larousse, 1891, 16 p.[26]

- Pierre Estienne, Notice géographique sur le Loiret, éditeur inconnu, année inconnue

### Articles
- Pierre Estienne, « Etude sur Michel de l'Hospital », Bulletin de la Société académique de Brest, Brest, vol. 2e série tome X,‎ 1884-1885, p. 333-356[27]

- Pierre Estienne, « Un droit féodal qui existe encore », Bulletin de la Société académique de Brest, Brest, vol. 2e série tome XI,‎ 1885-1886, p. 211-218[28]

- Pierre Estienne, « Une poignée de questions », Bulletin de la Société académique de Brest, Brest, vol. 2e série tome XI,‎ 1885-1886, p. 219-223[29]

- Pierre Estienne, « Notice historique de l’École normale d'instituteurs d'Orléans », Manuscrit sur papier, 2 volumes, 300 × 195 mm, Reliure amateur demi-chagrin rouge. Offert à Octave Gréard par Pierre Estienne en souvenir de la fête du septentenaire, 25 juillet 1899. Don de Gréard à la bibliothèque de la Sorbonne, Orléans, vol. 1 & 2,‎ 1902, p. 400 et 204 feuillets[30]

- Pierre Estienne, « Education et enseignement : Union », Manuel général de l'instruction primaire, Paris, Hachette, no 2,‎ 11 janvier 1902, p. 20 (lire en ligne, consulté le 13 avril 2021)